# Cratere Fukiko
Fukiko  è un cratere sulla superficie di Venere.